# Beate Debus
Beate Debus (* 1957 in Eisenach) ist eine deutsche Bildhauerin und Grafikerin.

## Leben
Beate Debus machte von 1973 bis 1976 eine Holzbildhauerlehre im VEB Rhönkunst Empfertshausen. Von 1976 bis 1980 studierte sie Holzgestaltung an der Fachschule für Angewandte Kunst Schneeberg bei Hans Brockhage. Seit 1980 ist sie in Oberalba freischaffend tätig, wobei sie bis 1983 einen Fördervertrag hatte. Sie war von 1982 bis 1990 Mitglied des Verbands Bildender Künstler der DDR. Sie hatte in der DDR Einzelausstellungen und war an Gruppenausstellungen beteiligt.

## Werk
Der Bildhauerin Beate Debus erscheint der Mensch wie eine Architektur. „Sie arbeitet die funktionalen und bedeutungsgeladenen Teile heraus und montiert sie ihren jeweiligen Aussageintentionen gemäß und in abstrahierter Form neu zusammen. Trotz deren Vereinzelung entsteht am Ende eine organisch in sich stimmige Gesamtform. … Beate Debus sucht psychische Zustände als Sinnbilder verallgemeinerungswürdiger Befindlichkeiten mittels Körperhaltungen und -formen auszudrücken. … Alle Werke erscheinen als Augenblick eines Prozesses, einer Verwandlung. In ihnen thematisiert die Künstlerin menschliches Verhalten und Befinden.“ „Die Zweifarbigkeit steht ganz im Dienst der Sichtbarmachung von Bewegung.“ „Beate Debus gelingt es, das gegenseitige visuelle ‚Abtasten‘ des Gesichtes sinnlich, als konkrete Körpererfahrung zu verdeutlichen, die man beim Betrachten ihrer Blätter, Reliefs und Skulpturen erinnert, die dabei innerlich aktualisiert und sensitiv, ja geradezu schmerzlich spürbar werden.“

## Ausstellungen (unvollständig)
- 2018: 7. Internationale Triennale der Skulptur, Bad Ragaz (CH) und Vaduz (FL)
- 2018: Neue.Skulptur.Weimar.2018 (mit Thomas Röthel)
- 2017: Galerie Berlin (mit Bernhard Heisig)
- 2016: Städtische galerie ada Meiningen, „Licht- und Schattentänze“ (K)
- 2015: Galerie Waidspeicher, Erfurt,  „Maske/Gesicht“ (K)
- 2015: Galerie Arthea, Mannheim, „Sammelstücke“
- 2015: Die Galerie, Frankfurt am Main
- 2015: Art Karlsruhe, One-Artist: Skulpturentanz
- 2015: 6. Internationale Triennale der Skulptur, Bad Ragaz (CH),
- 2015: 18. Skulpturenpark / Galerie Berlin; Parkanlagen am Bürgerhaus Mörfelden
- 2014: Neue.Skulptur.Weimar.2014 (mit Konstanze Feindt-Eißner und Ullrich Eißner)
- 2012: Interart Beeldentuin, Heeswijk-Dinther (NL)
- 2009: 4. Internationale Triennale der Skulptur, Bad Ragaz (CH) und Vaduz (FL)
- 2009: Thüringer Landtag, Erfurt, „Bewegter Raum“
- 2008: Galerie Berlin (mit Christoph Bouet)
- 2008: Kunsthalle Erfurt (mit Horst Schäfer)(K)[5]
- 2007: Galerie Profil Weimar
- 2007: Galerie Sybille Nütt, Dresden
- 2007: Städtische Galerie Ada, Meiningen „corpus“ (K) (2)
- 2007: Galerie Beethovenstrasse, Düsseldorf (mit Claus Weidensdorfer)
- 2006: Galerie Mönter, Osterath/Meerbusch (Düsseldorf)
- 2006: Romanische Basilika Breitungen, „Leibesräume“
- 2005: Winckelmann-Museum Stendal, „Ikarus“
- 2005: Galerie Lilian Andree, Basel (CH), (mit Udo Großklaus)
- 2004: Galerie M, Berlin / Inselgalerie Berlin, „Region & Identität“
- 2003: Skulptur.Weimar.2003 (mit Hans Brockhage), Galerie Profil Weimar (K)[6]
- 2002: Schlossmuseum Sondershausen, Kulturhof zum Güldenen Krönbacken, Erfurt, „Leicht im Schweren“
- 2000: Kunst in Kirchen, Mühlhausen
- 2000: Weltausstellung Hannover
- 1999: Kunstsammlung Gera „Innensichten – Kunst in Thüringen 1945 bis heute“,
- 1999: Mühlhäuser Museen, „Querschnitt – Kunstraum Thüringen, Aspekte der Malerei und Grafik im 20. Jahrhundert“
- 1997: Galerie der Sparkassenversicherung, Wiesbaden
- 1996: Angermuseum/Barfüßerkirche, Erfurt
- 1995: Kunsthalle Erfurt / Galerie am Fischmarkt, „Dialoge“
- 1994: Kunstsammlung Gera / Küchengarten, Internationale Ausstellung „Plastik vom Stamm“
- 1993: Kunststation Kleinsassen, „Tangenten“
- 1991: Galerie Spitäle, Würzburg
- 1990: Akademie-Galerie, Berlin, „Mitglieder stellen vor“
- 1985: Kunstmuseum Kloster Unser Lieben Frauen Magdeburg, „Grafik in den Kämpfen unserer Tage“
- 1984: Altes Museum, Berlin, „Junge Künstler der DDR“
- 1984: Suhl, Bezirkskunstausstellung